# Valentine d'Alton-Shée
 (janvier 2024).
Si vous disposez d'ouvrages ou d'articles de référence ou si vous connaissez des sites web de qualité traitant du thème abordé ici, merci de compléter l'article en donnant les références utiles à sa vérifiabilité et en les liant à la section « Notes et références ».
Valentine d'Alton-Shée, née Valentine Marquaire le 30 avril 1834 à Grenelle et morte le 7 avril 1918 dans le 16e, est une compositrice française.

## Biographie
Sa sœur Fanny Bouchet, était chanteuse. Elle épouse le 31 mai 1856 Edmond d'Alton-Shée de Lignières. Ils auront une fille Berthe de Rayssac.
Paul Chenavard a fait les portraits des deux sœurs (musée des Beaux-Arts de Lyon) ; Victor Hugo en était épris « Avez-vous trouvé mon nom, à votre porte, madame ? Mon nom venait se jeter à vos pieds, et vous demander une grâce. Soyez assez bonne pour venir dîner (.) je serai bien heureux de me mettre à vos pieds ».
Elle meurt le 7 avril 1918 dans le 16e arrondissement de Paris.

## Œuvres
- Valse-caprice. Piano ou chant, Paris, G. Hartmann, 1877 (partition en ligne)